# Удсайд
Удсайд (на английски: Woodside) е град в окръг Сан Матео, района на залива на Сан Франциско, щата Калифорния, Съединените американски щати.

## Население
Има население от 5352 души.

## География
Общата площ на Удсайд е 30,5 км2 (11,8 мили2).

## Съседни градове
- Портола Вали (на юг)